# Legitimisme
El legitimisme és una doctrina política sorgida en l'onada revolucionària de finals del segle xviii, principis del xix, que s'oposava als principis liberals i racionals de la Revolució Francesa i que creia que els monarques havien de ser homes de la dinastia tradicional. Fa referència especialment als partidaris -després de la revolució del 1830- de la branca dels Borbons francesos representants de Chambord, net de Carles X.
Va ser teoritzada pels contra-revolucionaris o emigrats francesos, que varen abandonar el país durant la Revolució per oposició a la qual. Defensava el dret dinàstic i diví enfront dels nous principis il·lustrats que qüestionaven la legitimitat heretada.
En el Congrés de Viena de 1815 i en la Santa Aliança hi és molt present la ideologia legitimista i servia per enquadrar en ella a qualsevol defensa del tradicionalisme enfront de les demandes oberturistes de la burgesia.
Un gran exponent en són els monarques de l'est d'Europa com Àustria o Prússia i alguns polítics com Metthernich.